# Cardiastethus luridellus
Cardiastethus luridellus är en insektsart som först beskrevs av Franz Xaver Fieber 1860.  Cardiastethus luridellus ingår i släktet Cardiastethus och familjen näbbskinnbaggar. Inga underarter finns listade i Catalogue of Life.